# Quận 2
Quận 2 là một quận cũ nằm ở phía đông Thành phố Hồ Chí Minh, Việt Nam.
Quận được thành lập vào năm 1997 cùng với quận Thủ Đức và Quận 9 trên cơ sở chia tách từ huyện Thủ Đức cũ trước đó. Vào ngày 1 tháng 1 năm 2021, Quận 2 lại sáp nhập với quận Thủ Đức và Quận 9 để thành lập thành phố Thủ Đức thuộc Thành phố Hồ Chí Minh.
Ngày nay, địa danh Quận 2 dùng để chỉ khu vực 1 của thành phố Thủ Đức (thường gọi là Quận 2, TP Thủ Đức). Tên gọi Quận 2 dù không còn được sử dụng trong các văn bản hành chính nhưng vẫn được người dân sử dụng để chỉ khu vực 1 và dễ phân biệt 3 khu vực của thành phố.

## Địa lý

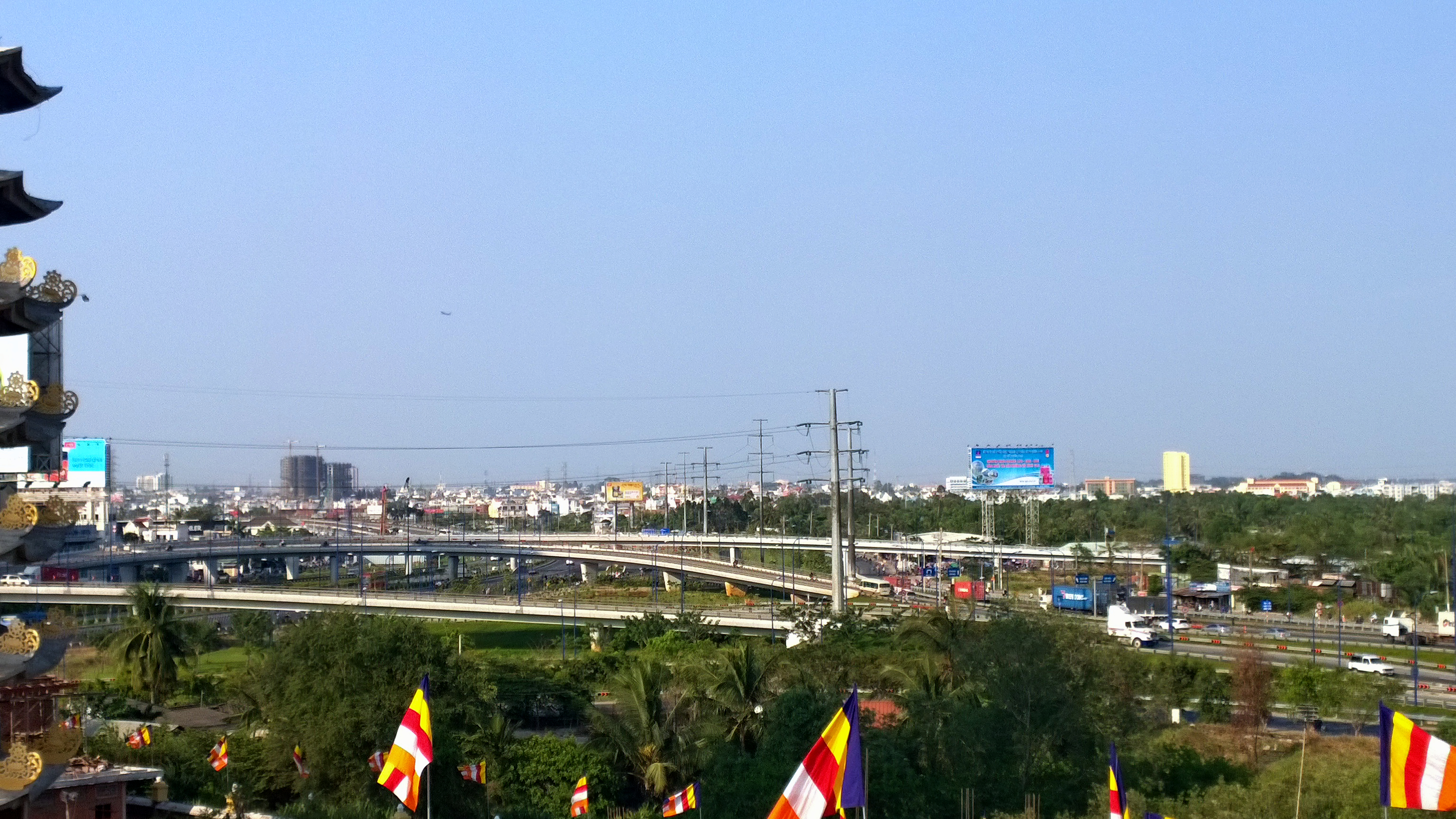
Nút giao thông Cát Lái

Quận 2 nằm ở phía đông Thành phố Hồ Chí Minh, có vị trí địa lý:
- Phía đông giáp Quận 9 qua Rạch Bà Cua – Ông Cày
- Phía tây giáp quận Bình Thạnh, Quận 1 và Quận 4 với ranh giới là sông Sài Gòn
- Phía nam giáp huyện Nhơn Trạch, tỉnh Đồng Nai (qua sông Đồng Nai) và Quận 7 (qua sông Sài Gòn)
- Phía bắc giáp quận Thủ Đức và Quận 9 với ranh giới tự nhiên là Rạch Chiếc – Trau Trảu.

Quận có diện tích 49,79 km², dân số năm 2019 là 171.311 người, mật độ dân số đạt 3.441 người/km².

## Lịch sử
Địa bàn Quận 2 từ năm 1997 đến năm 2020 khác hẳn với Quận 2 cũ trước năm 1976 (hay còn gọi là quận Nhì). Trong giai đoạn 1967-1976, một phần nhỏ địa bàn Quận 2 (1997-2020) chính là Quận 9 (quận Chín) cũ của Đô thành Sài Gòn và sau đó là Thành phố Sài Gòn - Gia Định. Quận 9 khi đó gồm 2 phường: An Khánh và Thủ Thiêm (tương ứng với địa bàn các phường An Khánh, An Lợi Đông và Thủ Thiêm hiện nay).

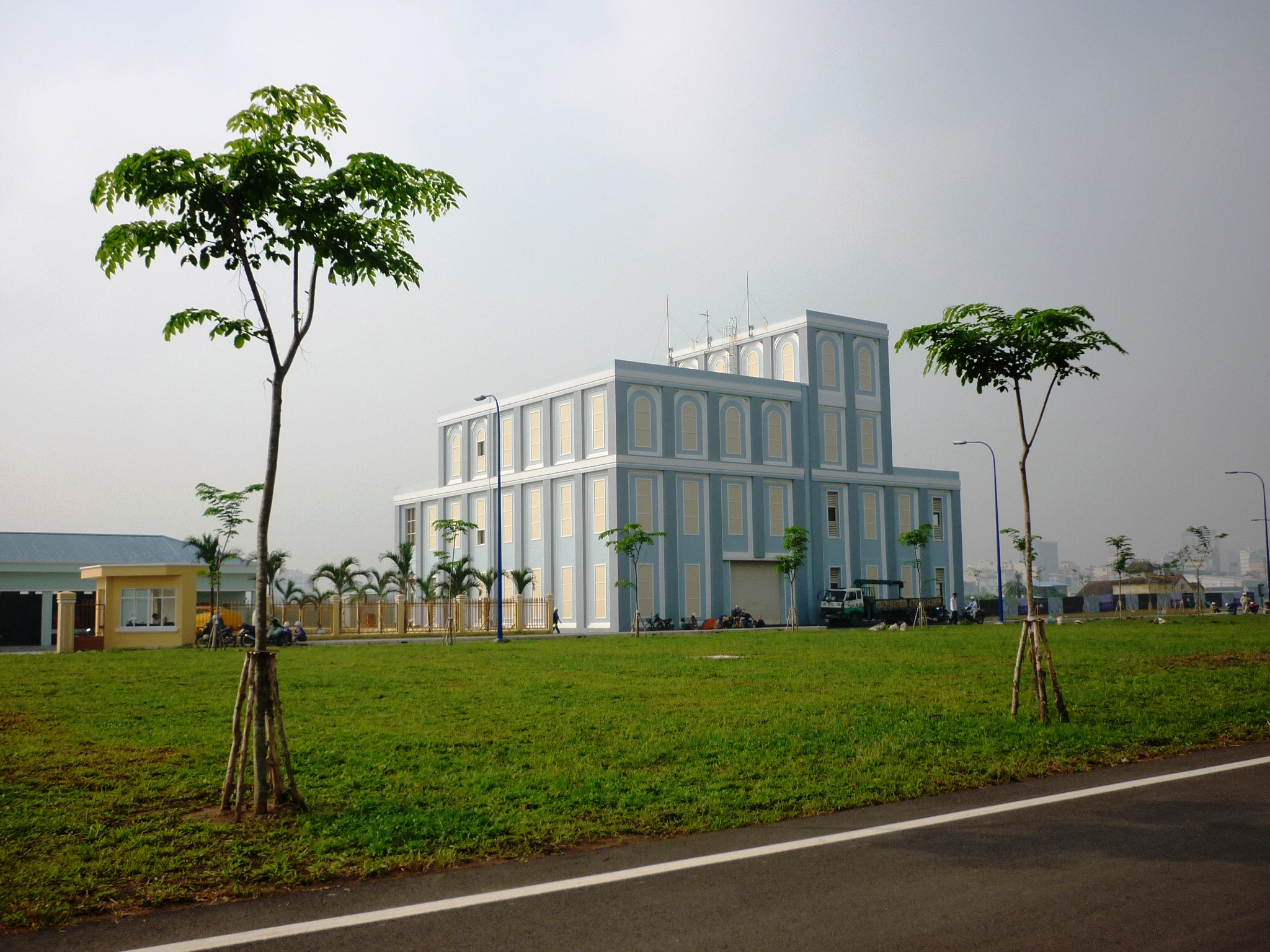
Tháp thông gió hầm Thủ Thiêm phía Quận 2

### Quận Nhì, Sài Gòn (trước năm 1976)

#### Thời Pháp thuộc
Tháng 9 năm 1889, thành phố Sài Gòn được chia thành hai quận cảnh sát (arrondissement policier): Quận 1 và Quận 2, đứng đầu mỗi quận cảnh sát là vị Quận trưởng cảnh sát (Commissaire).
Ngày 27 tháng 4 năm 1931, Tổng thống Pháp ký sắc lệnh hợp nhất thành phố Sài Gòn và thành phố Chợ Lớn thành một đơn vị hành chính mới gọi là Khu (một số tài liệu gọi là "Địa phương") Sài Gòn - Chợ Lớn (Région Saigon - Cholon ou Région de Saigon - Cholon). Quận 2 thuộc Khu Sài Gòn - Chợ Lớn.
Ngày 30 tháng 6 năm 1951, Thủ tướng chính quyền Quốc gia Việt Nam ký sắc lệnh số 311-cab/SG đổi tên Khu Sài Gòn - Chợ Lớn thành Đô thành Sài Gòn - Chợ Lớn. Lúc này, Quận 2 thuộc Đô thành Sài Gòn - Chợ Lớn.

#### Thời Việt Nam Cộng hòa
Theo sắc lệnh số 143/NV ngày 22 tháng 10 năm 1956 của Tổng thống Việt Nam Cộng hòa Ngô Đình Diệm, Đô thành Sài Gòn - Chợ Lớn đổi tên thành Đô thành Sài Gòn. Khi đó, Quận 2 lại thuộc Đô thành Sài Gòn.
Ngày 27 tháng 3 năm 1959, Tổng thống Việt Nam Cộng hòa ban hành Nghị định số 110-NV về việc phân chia sáu quận đang có thành tám quận mới: Nhứt, Nhì, Ba, Tư, Năm, Sáu, Bảy và Tám (trừ ba quận: Nhứt, Nhì, Ba giữ nguyên, các quận còn lại đều đổi tên và thay đổi địa giới hành chính). Lúc này, Quận 2 (quận Nhì) trùng với địa giới quận Nhì cũ; có 04 phường: Chợ Bến Thành, Cầu Ông Lãnh, Cầu Kho, Nhà thờ Huyện Sĩ.
Năm 1962, quận Nhì lập thêm 03 phường: Bùi Viện, Nguyễn Cảnh Chân và Nguyễn Cư Trinh. Như thế lúc này quận có 07 phường.
Năm 1972, đổi tên phường Chợ Bến Thành của quận Nhì thành phường Bến Thành.
Cho đến ngày 29 tháng 4 năm 1975, Quận 2 (quận Nhì) gồm 07 phường: Bến Thành, Bùi Viện, Cầu Ông Lãnh, Cầu Kho, Nhà thờ Huyện Sĩ, Nguyễn Cảnh Chân, Nguyễn Cư Trinh.

#### Giai đoạn 1975-1976
Sau khi Chính phủ Cách mạng lâm thời Cộng hòa Miền Nam Việt Nam tiếp quản Đô thành Sài Gòn và các vùng lân cận vào ngày 30 tháng 4 năm 1975, ngày 3 tháng 5 năm 1975 thành phố Sài Gòn - Gia Định được thành lập. Lúc này, Quận 2 (quận Nhì) thuộc thành phố Sài Gòn - Gia Định cho đến tháng 5 năm 1976. Đồng thời, có những điều chỉnh do phường hiện hữu có diện tích quá nhỏ hoặc tương đối ít dân cư như, trong đó quận Nhì sáp nhập phường Bến Thành vào phường Nhà thờ Huyện Sĩ, phường mới mang tên phường Huyện Sĩ. Như thế lúc này quận Nhì còn 06 phường.
Ngày 20 tháng 5 năm 1976, tổ chức hành chánh thành phố Sài Gòn - Gia Định được sắp xếp lần hai (theo quyết định số 301/UB ngày 20 tháng 5 năm 1976 của Ủy ban Nhân dân Cách mạng thành phố Sài Gòn - Gia Định). Theo đó, quận Nhất và quận Nhì cũ hợp nhất lại thành Quận 1 cho đến ngày nay. Như vậy Quận 2 cũ bị giải thể vào năm 1976.

### Quận 2, Thành phố Hồ Chí Minh (1997–2020)
Ngày 6 tháng 1 năm 1997, Chính phủ ban hành Nghị định số 03-CP. Theo đó:
- Thành lập Quận 2 thuộc Thành phố Hồ Chí Minh trên cơ sở toàn bộ diện tích và dân số của 5 xã: An Khánh, An Phú, Bình Trưng, Thạnh Mỹ Lợi và Thủ Thiêm thuộc huyện Thủ Đức
- Giải thể xã An Phú để thành lập hai phường An Phú và Thảo Điền
- Giải thể xã An Khánh để thành lập ba phường An Khánh, Bình An và Bình Khánh
- Giải thể xã Thủ Thiêm để thành lập hai phường Thủ Thiêm và An Lợi Đông
- Giải thể xã Bình Trưng để thành lập hai phường Bình Trưng Đông và Bình Trưng Tây
- Giải thể xã Thạnh Mỹ Lợi để thành lập hai phường Thạnh Mỹ Lợi và Cát Lái.

Sau khi thành lập, Quận 2 có 5.020 ha diện tích tự nhiên và 86.027 người với 11 phường trực thuộc, gồm các phường: An Khánh, An Lợi Đông, An Phú, Bình An, Bình Khánh, Bình Trưng Đông, Bình Trưng Tây, Cát Lái, Thạnh Mỹ Lợi, Thảo Điền, Thủ Thiêm.

### Sáp nhập
Ngày 9 tháng 12 năm 2020, Ủy ban thường vụ Quốc hội ban hành Nghị quyết 1111/NQ-UBTVQH14 về việc sắp xếp các đơn vị hành chính cấp huyện, cấp xã và thành lập thành phố Thủ Đức thuộc Thành phố Hồ Chí Minh (nghị quyết có hiệu lực từ ngày 1 tháng 1 năm 2021). Theo đó, sáp nhập toàn bộ diện tích và dân số của Quận 2, Quận 9 và quận Thủ Đức để thành lập thành phố Thủ Đức thuộc Thành phố Hồ Chí Minh.
Ngày nay, địa bàn Quận 2 cũ là khu vực 1 trong 3 khu vực được chia ra để quản lí của thành phố Thủ Đức. Tên gọi Quận 2 dù không còn được sử dụng các văn bản hành chính nhưng vẫn được người dân sử dụng để chỉ khu vực 1 và dễ phân biệt 3 khu vực của thành phố.